# Mildred Roethof
Mildred Roethof (Utrecht, 31 mei 1969) is een Nederlands programma- en documentairemaakster.

## Jeugd en opleiding
Roethof groeide op in Zwolle. Haar vader is advocaat Max Roethof. Ze is een oudere zuster van Gerald Roethof. Op haar twaalfde jaar verhuisde het gezin naar Suriname, waar Roethof politieagenten lesgaf over strafrecht en de korpschef adviseerde. Ze volgde in Paramaribo het Vrije Atheneum. Toen ze achttien was keerde Roethof terug naar Nederland. Ze volgde de sociale academie maar maakte deze niet af.

## Carrière
In Suriname werkte Roethof op haar vijftiende als presentatrice van een radioprogramma. In Nederland liep ze stage bij de NOS en presenteerde ze radioprogramma's bij de Amsterdamse zender MTNL. Vervolgens werkte ze als redacteur, verslaggever en regisseur bij diverse programma’s zoals; Veronica goes gay, All you need is love, RTL Boulevard, Editie NL, Puberruil (KRO), Premtime en Vals Plat (NTR). In 2007 maakte zij voor de NTR haar eerste lange documentaire Aids Avenue en de korte documentaire The Darkside of Paradise. Vervolgens maakte Roethof de documentaires Sex Sells (2008) en Alles voor de bal (2009) voor de KRO. Onderzoeken van GGD over seks in kelderboxen in de Bijlmer werden in twijfel getrokken. Voor de KRO en Roethof aanleiding om in de documentaire Sex Sells te onderzoeken hoe het nou daadwerkelijk gesteld was met de seksuele moraal van de jeugd in onder andere de Bijlmer. In de documentaire vertellen jongeren dat ze inderdaad seks in kelderboxen hebben en seks als ruilmiddel zien. Roethof kwam in het nieuws omdat ze een groot taboe doorbrak. Het journaal opende ermee en toenmalig minister Rouvoet sprak zich uit in NOVA over dit onderwerp. Na klachten van de geportretteerden verwijderde de KRO Sex Sells van haar website. Ook nam Roethof deel aan het programma RegelRecht van de TROS als copresentatrice en jongerendeskundige samen met onder anderen Ivo Opstelten. Ze werd genomineerd voor het Nieuw Cultureel Burgerschap en behaalde de tweede plaats, achter De Fietsfabriek (Yalçin Cihangir en Dave Deutsch).
Roethof was ook meerdere malen 'tafeldame' bij De wereld draait door (DWDD). Ze kwam op 4 november 2010 in het nieuws door een uitzending van DWDD. Vier meisjes, die ze in haar documentaire Rauw & Puur had geportretteerd als losgeslagen gangstermeisjes, verweten Roethof in de uitzending dat ze haar afspraken niet was nagekomen, manipulatief te werk was gegaan, en alleen hun negatieve kanten had laten zien. Een jongerenwerker uit Amsterdam Zuidoost signaleerde dat hetzelfde zich ook al bij Sex Sells had voorgedaan. Hij beschuldigde Roethof van liegen en noemde haar een redimusi. In een radio-uitzending van FUNX stelde hij dat de opnamen waar hij bij was waarheidsgetrouw waren geweest, maar dat Roethof een eenzijdig beeld gaf.
NTR-eindredacteur Frans Jennekens stelde de integriteit van Roethof niet ter discussie en besloot na Rauw & Puur de drie resterende delen van haar documentaire toch uit te zenden.
Samen met Meral Uslu maakte Roethof tijdens het Wereldkampioenschap voetbal 2010 een vierdelige reeks korte reportages Getto Champs die werd uitgezonden op Ned 3 door de NTR.
Vervolgens maakte zij in 2011 Allemaal Lesbisch, een documentaire over jonge Nederlandse lesbiennes. In 2012 ging zij de samenwerking aan met filmmaakster/regisseur Annegré Bosman onder de naam Pluk Media. Ze maakten voor de NTR de zevendelige documentaire serie Uit de bak, aan de bak, die de nodige aandacht van de media kreeg. Vervolgens maakten zij in 2012 de film Dans onder vuur, die tijdens het Cinedans filmfestival in de EYE in première ging. In 2013 maakten ze samen met Yasmine Allas de documentaire Ontboezemingen uitgezonden op NPO 3, over de impact van de vrouwenborst. Ze sloten het jaar af met de tv serie Onder Elkaar die de NTR uitzond op NPO 2.
Van 2014 tot 2015 produceerden ze voor de NTR de vijfdelige serie Leven in de Frontlinie, waarin ze mensen volgden die wereldwijd vechten voor hun idealen. Met name de aflevering Oerkracht Uit het Wild (over conflicten tussen mensen en olifanten in Sri Lanka) leverde veel positieve geluiden op. De aflevering wordt nu internationaal verspreid onder de naam Primal Force of the Wild. In 2016 begonnen ze met opnames voor een documentaire over de grootste overdekte mangrove ter wereld die momenteel in Burgers' Zoo wordt gebouwd. Daarnaast publiceerden ze de korte film Gewoon Mensen op de bijeenkomst “Verbinding in de Samenleving”, georganiseerd door Lodewijk Asscher. De film had als doel om verbinding te creëren, en mensen met elkaar te laten praten in plaats van over elkaar. 
Van 2016 tot 2017 publiceerden ze portrettenserie Vrouwen van Amsterdam, Kapitaal van de stad. In deze reeks worden Amsterdamse vrouwen gevolgd die zich inzetten tegen de achterstelling van vrouwen en meisjes. In het najaar van 2017 produceerde Roethof onder AT5 een zesdelige docu-serie 'De Verdedigers, firma Roethof', waarin ze strafadvocaten uit haar familie een jaar lang volgt en de spraakmakende zaken waarin zij betrokken zijn vastlegt. Waaronder de omstreden zaak van Mitch Henriquez, die in 2015 door hardhandig optreden de politie overleed.
In 2020 promootte Gerald een omroep opgericht door Mildred, genaamd EVNS. Deze had een documentaire door haar over de zaak-Nicky Verstappen moeten uitzenden, als reactie op een documentaire vanuit het perspectief van OM en politie. Gerald is de advocaat van veroordeelde Jos B.
In 2023 maakte ze de documentaire The President's Daughter & the Richest Freeborn Lady over historicus Cynthia McLeod en dier onderzoek naar het Nederlands koloniale verleden en in het bijzonder de "vrije zwarte" plantagehoudster Elisabeth Samson.

## Familie
In 2019 werden Roethof, haar zuster Machteld en haar broer Gerald door Coen Verbraak geïnterviewd in het NTR-programma In de beste families.